# Lira Tron
Lira Tron o trono è il nome con cui viene comunemente denominata la lira emessa dal doge Nicolò Tron nel 1472. È comunemente considerata la prima lira emessa in Italia. Era d'argento, pesava 6,52 grammi con un titolo di 0,948 e valeva 20 soldi, ognuno da 12 denari. Servivano quindi 240 denari per una lira. La moneta è anche rilevante perché oltre a Tron solo un altro doge è stato ritratto sulle monete della Serenissima, il predecessore Cristoforo Moro.

## Storia

### La svalutazione della monetazione veneziana
Alla fine del XV secolo la monetazione in Europa aveva subito continue svalutazioni, causate dalle spese belliche e dai costi per l'importazione di merci esotiche dall'Oriente. Questo fenomeno lo subì anche la Repubblica di Venezia, dove il contenuto d'argento di un grosso veneziano calò tra il XIV e XV secolo di oltre cinque per cento. A questo problema si sommava anche quello delle falsificazioni imitazioni e della tosatura dei grossi e dei soldini, le due monete più diffuse all'epoca e imitate da diversi stati italiani e orientali che le coniavano con una quantità d'argento sensibilmente inferiore.
Alla metà del XV secolo le istituzioni veneziane decisero di intervenire per limitare questi annosi problemi. 11 agosto 1468 il Maggior Consiglio incaricò il Senato di vigilare sulla falsificazione monetaria, ma l'assemblea decise di non intervenire, e anzi, vietò per un anno la possibilità alla zecca di introdurre nuovi tipi monetari. Il 19 settembre del 1468 allora il Senato fu sollevato dall'incarico, e il Maggior Consiglio incaricò allora per la prima volta il Consiglio dei Dieci di occuparsi dei problemi relativi alla monetazione. Secondo lo statuto il Consiglio dei Dieci doveva vigilare sui reati che potevano turbare lo stato, e quindi secondo questa nuova interpretazione anche la falsificazione monetaria.

### La riforma monetaria e la nascita della prima lira italiana
Il 13 maggio 1472 per introdurre la riforma monetaria i Dieci furono affiancati da un giunta di 25 aristocratici, che il 15 maggio vietò la circolazione di tutte le imitazioni e le monete false, richiedendo alla cittadinanza di portare entro otto giorni le monete alla zecca per poi ricevere senza alcun costo le monete buone; lo stesso provvedimento fu esteso a tutte le città della Repubblica. Per la sostituzione delle monete il 20 maggio 1472 si iniziò la coniazione dei soldini, ma siccome la fabbricazione non procedeva sufficientemente veloce il 27 maggio 1472 il Consiglio dei Dieci deliberò la coniazione di una nuova moneta dal valore di 20 soldi, la lira. Introdotto il nuovo circolante il 19 agosto 1472 si deliberò la pesatura di tutte le monete ogni volta che venissero conferite alle casse dello Stato e la riforma ebbe complessivamente un costo pari a un milione di zecchini.
La lira che fino ad allora era una moneta di conto del sistema monetario carolingio, divenne finalmente una moneta reale modulo ampio che superava il peso di sei grammi e mezzo. La moneta, incisa da Antonello della Moneta secondo la deliberazione del 24 luglio 1472, raffigurava il ritratto del doge, caratteristica che sollevò critiche dal Maggior Consiglio che deliberò severamente: imago ducis fiat flexis genibus ante imaginem sancti marci e ancora nel ducato d'oro nec imago ducis in moneta nostra fieri possit. La sua coniazione fu possibile grazie alla scoperta e al conseguente sfruttamento di nuovi depositi di argento in Europa. Accanto alla lira fu coniata anche la mezza lira, che prese il nome di Marcello sotto il dogato di Nicolò Marcello, il successore di Nicolò Tron. A partire dal 1474 la lira prese il nome di Mocenigo, mantenendo identici peso e titolo. Le ultime monete con questo peso e titolo furono coniate sotto Alvise I Mocenigo. Altre monete simili furono emesse a Milano, Genova (lira genovese) e Pavia.